# Phalaca antica
Phalaca antica är en insektsart som först beskrevs av Walker, F. 1870.  Phalaca antica ingår i släktet Phalaca och familjen gräshoppor. Inga underarter finns listade i Catalogue of Life.